# Arthropterygius
Arthropterygius es un género extinto de ictiosaurio que existió en Canadá durante el periodo Jurásico. Este contiene una sola especie Arthropterygius chrisorum, nombrada en 2010. Arthropterygius es un nuevo género para la especie antes conocida como Ophthalmosaurus chrisorum, nombrada en 1993 de fósiles hallados en la isla Melville en los Territorios del Noroeste. Sus fósiles son los más completos de cualquier ictiosaurio en el Ártico canadiense. A. chrisorum tiene varias características que lo separan del género Ophthalmosaurus, incluyendo una articulación  entre el radio y el cúbito y el húmero muy angulosa y un foramen para la arteria carótida interna (una arteria mayor que abastece de sangre al cerebro) sobre la superficie posterior del basisfenoide. Es el más próximo taxón a Caypullisaurus, un oftalmosáurido de Argentina.